# Sokoro (langue)
Pour les articles homonymes, voir Sokoro.
Le sokoro est une langue afro-asiatique de la famille des langues tchadiques orientales parlée au Tchad.